# Самсонов, Алексей Павлович
Алексей Павлович Самсонов (8 октября 1905—29 февраля 1968) — передовик советского сельского хозяйства, Председатель колхоза «Актив» Краснохолмского района Калининской области, Герой Социалистического Труда (1966).

## Биография
Родился 8 октября 1905 года в деревне Большое Рагозино в бедной крестьянской семье. В 1918 году окончил Большерагозинскую школу и получил начальное образование. Уже в 1915 году пошёл трудиться, пас скот. С 1919 по 1920 год работал по найму. Пройдя обучение столярному делу, с 1923 по 1928 год работал плотником по найму. В 1929 году трудился столяром в городе Колпино. Затем вернулся в родные края и устроился в колхозе «Актив» бригадиром строительной бригады. В 1932 году был избран председателем колхоза. В 1939 году направлен работать директором льносемстанции, а в 1940 назначен директором Дорского льнозавода.
Участник Великой Отечественной войны. Призван Краснохолмским райвоенкомиссариатом Калининской области в октябре 1941 года.
21 апреля 1942 года рядовой Самсонов Алексей Павлович управлением 4-й запасной курсантской бригады Московского военного округа был направлен для дальнейшего прохождения службы в 3-ю роту 353-го запасного стрелкового полка этой бригады. В июле 1942 года работал плотником в этом полку, а также в 853-ом отдельном запасном сапёрно-подрывном батальоне. Был направлен на Северный Кавказ.
27 сентября 1942 года, при обороне подступов к Грозному пропал без вести. Попал в плен, из которого сумел бежать. Был зачислен в штрафной батальон. Принял участие в освобождение Берлина. Демобилизовался в 1945 году.
После возвращения домой, вновь назначен председателем колхоза «Актив». Под его руководством предприятие достигает значительных результатов в животноводстве и растениеводстве. В 1955—1958 годах колхоз «Актив» был постоянным участником Всесоюзной сельскохозяйственной выставки в Москве, за что председатель постановлением главного комитета выставки был награждён Малой серебряной и Большой золотыми медалями.
Больших успехов добился коллектив в середине 1960-х годов. Был успешно выполнен план по продаже государству всех видов сельхозпродукции.
По итогам работы за 1965 год колхоз «Актив» был признан победителем областного соревнования с вручением ему переходящего Красного Знамени обкома КПСС и облисполкома. Годовой план по продаже молока государству был выполнен на 134 %, мяса — на 104,3 %, шерсти — на 113 %. От каждой коровы было получено по 1583 кг молока.
Указом Президиума Верховного Совета СССР от 22 марта 1966 года за достигнутые успехи в развитии экономики колхоза «Актив» Алексею Самсонову было присвоено звание Героя Социалистического Труда с вручением ордена Ленина и медали «Серп и Молот».
Продолжал работать в колхозе. После тяжёлой непродолжительной болезни умер 29 февраля 1968 года.

## Семья
- Супруга — Самсонова Клавдия Андреевна (1908—1981);
- Дочь — Леонтьева (Самсонова) Валентина Алексеевна — учитель географии и биологии в Большерагозинской школе;
- Сын — Самсонов Алексей Алексеевич (умер в 2002 году) — работал шофёром в колхозе «Актив», позже переехал в Ленинградскую область.

## Награды
- золотая звезда «Серп и Молот» (22.03.1966)
- орден Ленина (22.03.1966)
- Большая золотая и малая серебряная медаль ВДНХ.